# Apamea impulsa
Apamea impulsa là một loài bướm đêm thuộc họ Noctuidae. Nó được tìm thấy ở coast to coast ngang qua miền nam Canada và miền bắc Hoa Kỳ.
Sải cánh dài khoảng 34 mm. Con trưởng thành bay từ tháng 6 đến tháng 8 tùy theo địa điểm. Có một lứa một năm.
Ấu trùng ăn nhiều loại cỏ.